# Clubiona chabarovi
Clubiona chabarovi là một loài nhện trong họ Clubionidae.
Loài này thuộc chi Clubiona. Clubiona chabarovi được miêu tả năm 1991 bởi Mikhailov.